# Костин, Василий Николаевич
Васи́лий Никола́евич Ко́стин (22 марта 1914, Нижнедевицк, Воронежская губерния — 8 декабря 2007, Воронеж) — советский лётчик, майор ВВС СССР, участник Великой Отечественной войны, Герой Советского Союза.

## Биография
Родился 22 марта 1914 года в селе Нижнедевицк (ныне Нижнедевицкий район, Воронежская область) в крестьянской семье. Окончил 8 классов средней школы. Работал на центральной телефонной станции города Воронежа.
Осенью 1931 года по путевке ВЛКСМ был направлен на учёбу в Тамбовскую школу лётчиков и авиамехаников. После её окончания, в июне 1934 года Василий Костин, как отличник, направлен на работу в Москву, но вскоре он подал рапорт на перевод в Воронежский авиаотряд. Работал в сельскохозяйственной авиации в Воронеже.
Во время полёта в родное село попал в аварию и разбил самолёт. За воздушное хулиганство и нанесение материального ущерба стране Костин был осужден на три года лагерей. Срок отбывал на строительстве Беломоро-Балтийского канала.
После освобождения вернулся на родину. Осужденным летчикам в дальнейшем работать по профессии запрещалось, но Костин не отчаивался и продолжал искать работу, близкую к авиации. По протекции легендарного летчика М. В. Водопьянова Костина взяли на работу в Липецкий аэроклуб.
В РККА с 1940 года, окончил Херсонскую военную авиационную школу пилотов. В первые годы Великой Отечественной войны был лётчиком-инструктором в авиационном училище и на фронт попал только в июне 1944 года.
Капитан Костин превосходно обучал и воспитывал людей, которыми командовал. Его боевое подразделение воевало почти без потерь: совершив 384 групповых боевых вылета, имело отличный показатель — на 83 вылета только одну потерю. По данным на май 1945 года капитан Костин совершил 85 боевых вылетов на штурмовку скоплений живой силы и боевой техники противника.
Из представления к званию Героя Советского Союза:

В одном из боев под городом Полоцк атаковал артбатарею и, несмотря на ураганный зенитный огонь, уничтожил её. При этом у его самолёта было разбито хвостовое оперение, элероны заклинены, фюзеляж изрешечен, в правой плоскости — полутораметровая пробоина. Но капитан Костин В. Н. благополучно привел свою группу и мастерски посадил свой самолёт. Работа группы подтверждена фотосъемками штаба 3-й ВА. Пройденный путь от Витебска до Митавы блещет высоким боевым мастерством и героическим подвигом.

Указом Президиума Верховного Совета СССР от 18 августа 1945 года за образцовое выполнение заданий командования и проявленные мужество и героизм в боях с немецко-фашистскими захватчиками капитану Костину было звание Героя Советского Союза.
В 1947 году начал работу в Воронежском аэроклубе на должность заместителя начальника по лётной работе. В 1954 году уволен в запас в звании майора. Жил в Воронеже.
Умер 8 декабря 2007 года. Похоронен в Воронеже на Коминтерновском кладбище.

## Награды
- Медаль «Золотая Звезда» № 8597;
- орден Ленина № 54343;
- 2 ордена Красного Знамени;
- орден Александра Невского;
- 2 ордена Отечественной войны I степени;
- другие награды.